# Seymour Österwall
Seymour Österwall, egentligen Karl Seimer Östervall, född 20 februari 1908 i Stockholm, död 3 augusti 1981 i Stockholm, var en svensk jazzmusiker (tenorsaxofon), orkesterledare och kompositör.

## Karriär
1931 spelade Seymour Österwall med orkestern Seymours Astoria, från mitten av 1930-talet bland annat vid de Svenska Mästerskap i så kallad sportdans, som efter engelsk förebild arrangerades på Nalen. Någon tid efter 1935 ändrades orkesternamnet till Seymour Österwalls orkester, med vilken han framträdde till 1960.
Seymour Österwall var kapellmästare på Nalen 1934–1956 och blev sedan musikchef för Folkparkernas centralorganisation. Arthur Österwall speIade kontrabas i broderns orkester fram till 1944 och i början av 1940-talet medverkade även systern Irmgard Österwall som sångerska. Orkestern förekommer i sin helhet i kortfilmen Gatans serenad 1941.
Seymour Österwall är begravd på Västberga begravningsplats.

## Filmografi

### Musik
- 1941 – Hem från Babylon
- 1942 – I gult och blått
- 1943 – Flickan är ett fynd
- 1944 – Släkten är bäst
- 1949 – Nalen-rapsodi

### Roller
- 1941 – Gatans serenad

### Webbkällor
- Jazzbiografier: "Seymour Österwall - orkesterledare, saxofonist" från Orkesterjournalen
- Seymour Österwall på Svensk Filmdatabas